# Eyalet du Yémen
1538–1636
1849–1872
Entités précédentes :
- Sultanat mamelouk d'Égypte
Principautés arabes
 Portugal (Aden)

Entités suivantes :
- Qasimides
- Vilayet du Yémen

L'eyalet du Yémen est une province (eyalet) de l'Empire ottoman qui a existé à deux reprises : après la conquête du sultanat mamelouk d'Égypte par Sélim Ier en 1517, les Ottomans obtiennent la soumission nominale de la garnison mamelouke de Zabid et entreprennent une série d'expéditions navales dans la mer Rouge et l'océan Indien pour combattre l'expansion de l'empire maritime portugais, puis étendent leur domination vers l'intérieur du Yémen historique qu'ils érigent en province entre 1538 et 1636, avec pour capitale Sanaa. La prospérité du pays est alors liée à la production de café dont la consommation se répand dans le bassin méditerranéen. Les Ottomans en sont chassés par l'expansion de l'imamat zaïdite des Qasimides, d'obédience chiite. Au XIXe siècle, en s'appuyant sur leurs vassaux les vice-rois alaouites d'Égypte, les Ottomans entreprennent une seconde conquête du Yémen et établissent en 1849 un nouvel eyalet qui, par réforme administrative, devient en 1872 le vilayet du Yémen : il reste sous la souveraineté ottomane jusqu'à la Première Guerre mondiale où il devient un État indépendant, le royaume mutawakkilite du Yémen.

## Contexte

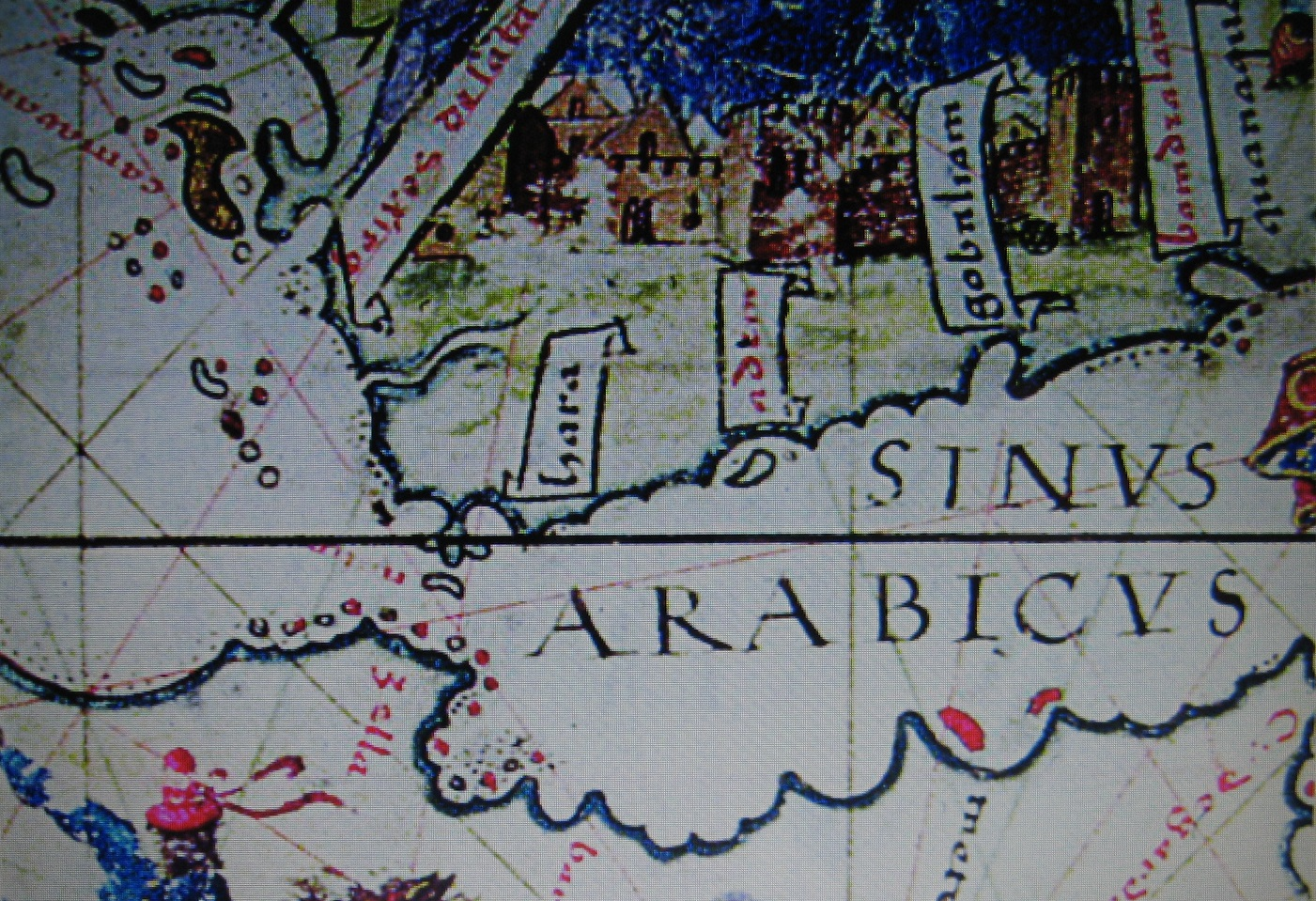
La mer Rouge et le golfe d'Aden, atlas de Lopo Homem-Reineis, 1519.

À l'époque où les royaumes chrétiens occidentaux se lancent dans les grandes découvertes, le monde musulman a déjà une longue tradition d'échanges intercontinentaux du Maghreb à l'Insulinde. Les Ottomans n'ont pas besoin de chercher de nouvelles routes transatlantiques pour accéder au commerce des épices de l'Asie du Sud. Jusqu'au début du XVIe siècle, les Ottomans n'ont aucune connaissance directe de l'océan Indien qui se trouve hors de leur horizon politique ; les inventaires de manuscrits ottomans ne montrent, avant 1500, pratiquement aucun exemplaire des géographes et voyageurs arabes ayant traité de l'Inde et des pays du Sud. Cette perspective change avec la conquête par Selim Ier, en 1517, du sultanat mamelouk d'Égypte, alors la première puissance musulmane des mers du Sud : le sultan ottoman hérite du double statut de calife (titre contesté) et de gardien des deux villes saintes, La Mecque et Médine, donc protecteur du pèlerinage de La Mecque et des intérêts de l'islam. Or, les Ottomans se trouvent confrontés à l'irruption dans l'océan Indien d'une nouvelle puissance maritime : l'empire colonial portugais. L'île de Socotora et la côte sud de l'Arabie sont explorés par les Portugais en 1503, les côtes de l'Inde à partir de 1505, le golfe Persique à partir de 1507. Les Portugais veulent établir des comptoirs permanents mais aussi détruire le réseau commercial musulman en Asie du Sud ; ils se considèrent comme des « croisés en lutte permanente contre l'Islam ». En 1509, ils remportent la bataille navale de Diu, au Gujarat, contre la flotte du sultanat mamelouk d’Égypte soutenue par un contingent ottoman. En 1513, ils tentent une première fois, sans succès, de s'emparer d'Aden.
Les Mamelouks n'exercent qu'une suzeraineté précaire sur le Yémen :

« L'Yemen au contraire, grâce à son éloignement de l'Egypte, à la richesse de ses produits et à la prospérité de son commerce, fut toujours difficile à subjuguer et à maintenir dans la soumission, et brava anciennement la puissance égyptienne comme il brava par la suite celle des Ottomans. »

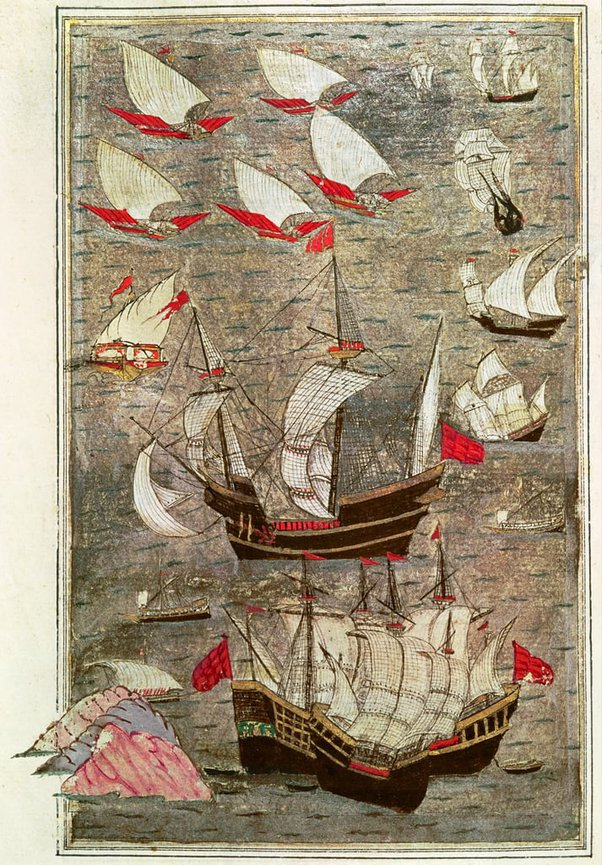
La flotte ottomane devant Aden, miniature ottomane, XVIe s.

En 1514, peu avant la conquête ottomane, le sultan mamelouk Al-Achraf Qânsûh Al-Ghûrî envoie une ambassade pour demander la soumission du Yémen puis ordonne une expédition de conquête. La flotte mamelouke, commandée par Selman Reis (en), débarque à Kamaran et s'empare de la flotte d'Aden. En 1517, un corps expéditionnaire commandé par Husayn al-Kurdî, s'empare de Zabid et de Hodeida ; le dernier émir de la dynastie des Tahirides est tué par les Mamelouks ,.

## Des Mamelouks aux Ottomans (1517-1538)
L'irruption portugaise, dans une certaine mesure, facilite l'expansion ottomane en incitant les princes musulmans de l'océan Indien à se mettre sous la protection du sultan de Constantinople ; celui-ci dispose d'une force militaire capable de rivaliser avec celle des Européens, notamment des armes à feu et de l'artillerie supérieurs à ce dont disposent les États du Yémen et de l'Éthiopie.
En 1517, Selman Reis, passé du service des Mamelouks à celui des Ottomans, défend le port de Djeddah, voie d'accès à La Mecque, contre une tentative portugaise. En 1519, un nommé Iskander, élu chef de la petite troupe mamelouke après le départ de Husayn al-Kurdi, négocie avec Khaïr Beg, chef mamelouk devenu gouverneur de la province ottomane d'Égypte, et fait allégeance au sultan ottoman. Il meurt assassiné par un officier des janissaires ; les années suivantes sont marquées par le meurtre de plusieurs commandants mamelouks et des affrontements entre factions sans qu'une administration stable puisse se mettre en place,. En 1525, Selman Reis adresse un rapport à la Sublime Porte et s'efforce de persuader le pouvoir ottoman de l'intérêt de conquérir le Yémen : depuis l'extinction de la dynastie tahiride, les hautes terres du Yémen apparaissent comme « un pays sans seigneur, une province vide » ; la seule force militaire organisée est le contingent de levend (en) (fantassins irréguliers) et de Tcherkesses placé en garnison par les Mamelouks. En 1528, Selman Reis obtient la soumission de l'émir d'Aden qui accepte de frapper monnaie et dire la prière au nom du sultan ottoman, et de lui verser une partie de ses recettes douanières ; mais Selman Reis est assassiné la même année.
En 1530, l'émir d'Aden fait sa soumission aux Portugais et accepte de leur payer un tribut en échange de la liberté de navigation sur l'océan. En 1535, menacé par les Zaïdites, l'émir demande l'aide du sultan ottoman ; celui-ci, en 1538, lui accorde le titre de sandjakbey (gouverneur de district).

## Premier eyalet (1538-1636)

### La conquête

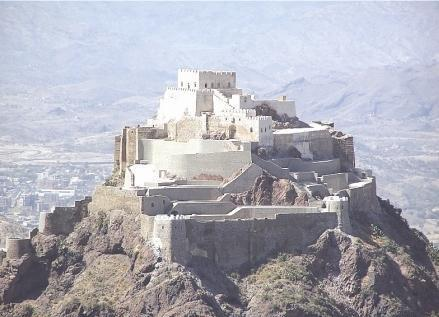
Le château Al-Qahira à Taez en 2004.

En 1538, Hadim Suleiman Pacha, commandant de la flotte ottomane d'Égypte, au retour d'une expédition infructueuse (en) contre le comptoir portugais de Diu, débarque à Aden et y fait reconnaître la souveraineté ottomane. L'occupation de la côte yéménite, avec celles des ports de Suakin au Soudan, de Massaoua en Érythrée et Djeddah au Hedjaz, fait de la mer Rouge un « lac ottoman ». Hadim Suleiman Pacha instaure une première organisation administrative avec deux sandjaks, l'un à Aden, l'autre dans le Tihama où réside le reste de la garnison mamelouke. Il fait exécuter les derniers descendants des émirs de Zabid. Après lui, en 1545, Moustafa est le premier gouverneur ottoman du Yémen à recevoir le titre de beylerbey ; il est surnommé « le scieur » pour son habitude de faire scier en deux les brigands et autres malfaiteurs. Ses successeurs interviennent dans les querelles de succession des imams zaïdites et en profitent pour s'emparer de Taez et Sanaa. En 1546, le gouverneur Üveys Pacha s'empare de Taez et de Dhofar mais meurt assassiné peu après. En 1547, un chef arabe d'Aden, Ali Sulaiman al Tawlaki, chasse la garnison turque et fait appel aux Portugais. Le capitaine portugais Payo de Noronha occupe brièvement la ville mais ne tarde pas à se retirer. Entre 1547 et 1553, Özdemir Pacha, successeur d'Üveys Pacha, achève la conquête de l'arrière-pays et, en 1549, transfère le siège de la province de Zabid à Sanaa.

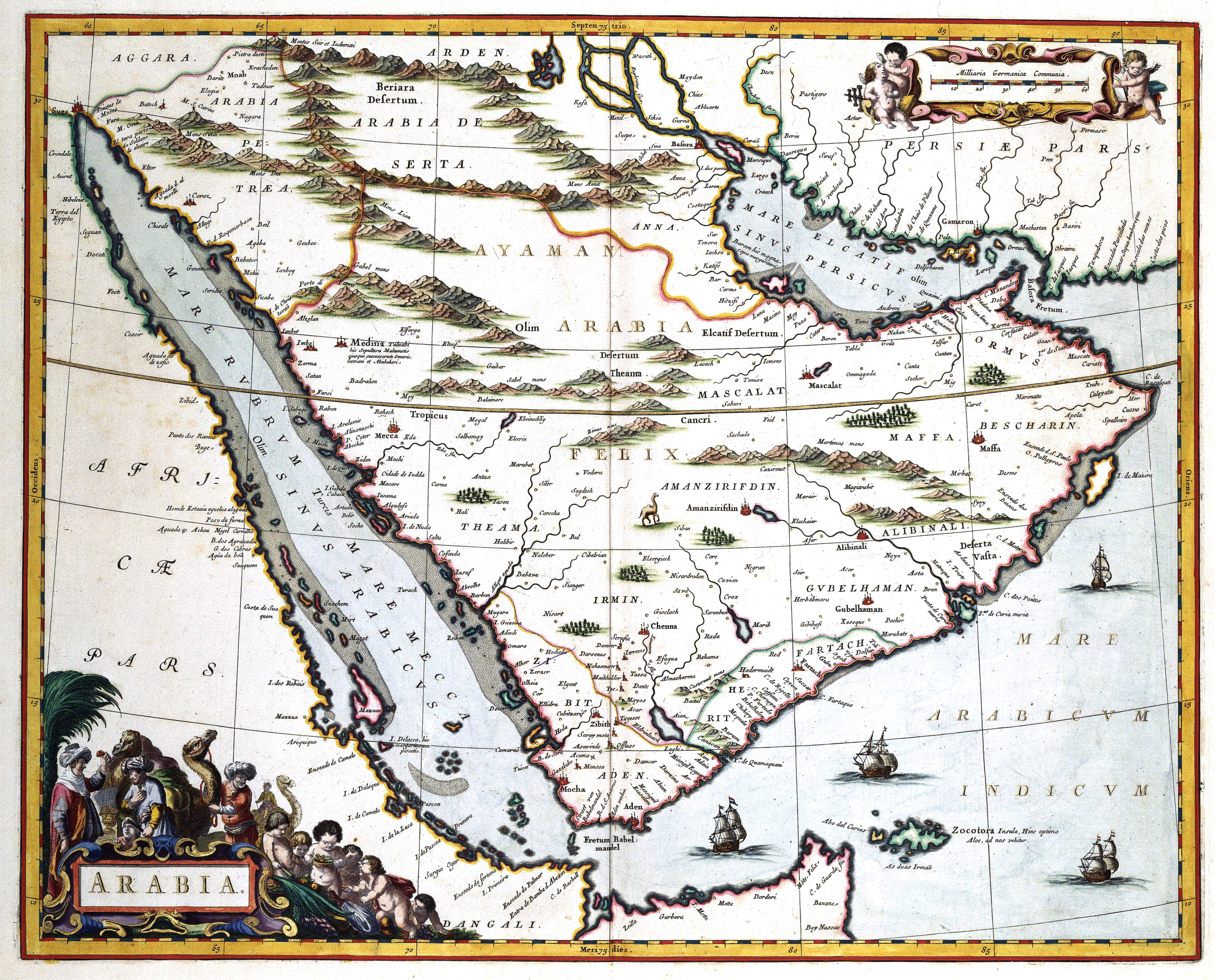
La péninsule arabique, carte de Johannes Blaeu, 1673.

L'eyalet ottoman, à sa plus grande extension, couvre à peu près le Yémen actuel à l'exception des régions orientales (Hadramaout).
L'arrière-pays est difficile à soumettre et continuellement en révolte : outre l'éloignement de la métropole et le relief montagneux, ses habitants appartiennent en majorité à une branche du chiisme, le zaïdisme, qui ne reconnaît pas l'autorité du sultan ottoman sunnite. Contrairement aux chiites duodécimains et septimains (ismaéliens) qui attendent le retour futur d'un « imam caché », les Zaïdites se réclament d'un imam vivant, pouvant jouer le rôle de chef politique et militaire : d'où une série de révoltes contre les Ottomans. Une première révolte éclate en 1566, dirigée par l'imam al-Muttahhar ben Sharaf al-Din, imam de Thula : elle est réprimée en 1572 par Koca Sinan Pacha, gouverneur d'Égypte, à la tête d'une force de 10 000 hommes.
Koca Sinan Pacha, devenu grand vizir dans les années 1590, fera rédiger par le chroniqueur Rumuzi Mustafa un récit de cette campagne, le Tarih-i fet-i Yemen (« Histoire de la conquête du Yémen »), en 669 folios et 89 miniatures, ce qui en fait un des manuscrits les plus richement ornés de cette période : il est à la gloire du seul Koca Sinan et son lieutenant, Osman Pacha, n'apparaît que dans une seule illustration quand Koca Sinan vient à son secours ; d'autres images montrent Koca Sinan distribuant des récompenses aux soldats, donnant l'aumône aux pauvres à Médine et faisant réparer les dômes autour de la Kaaba.
Hasan Pacha, nommé gouverneur en 1580, achève la conquête du nord du pays. Il étend son autorité sur Saada et Najran et exile à Constantinople l'imam de Shaharah. Il renforce la fiscalité et généralise l'iltizam (affermage des impôts), ce qui déclenche une révolte populaire en 1596-1597 : les révoltés saccagent le mausolée d'un saint local et arrachent les caféiers. Hasan Pacha fait construire à Sanaa la mosquée al-Bakiriyya, achevée en 1597.

### Le reflux

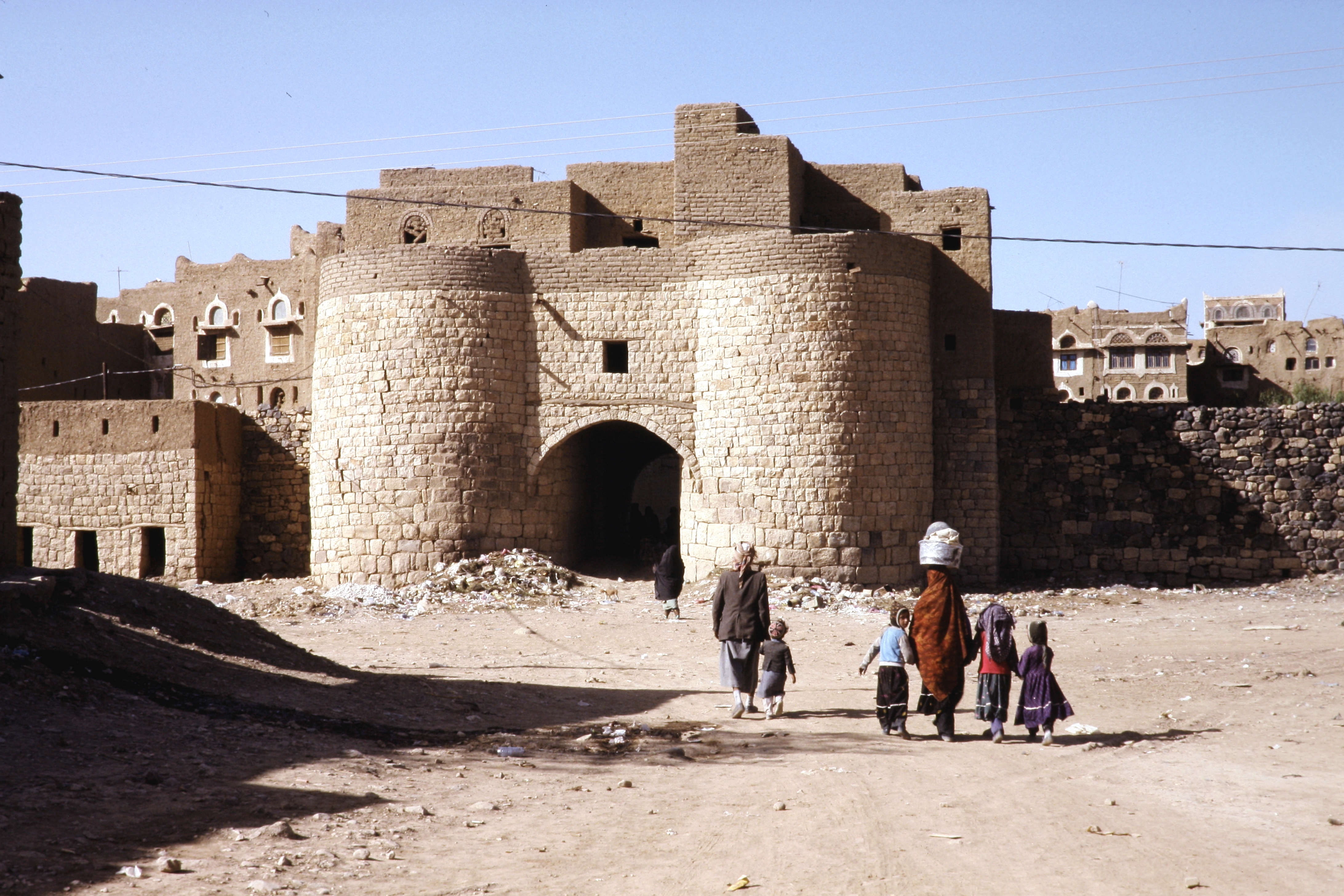
Porte de la citadelle d'Amran en 1992.

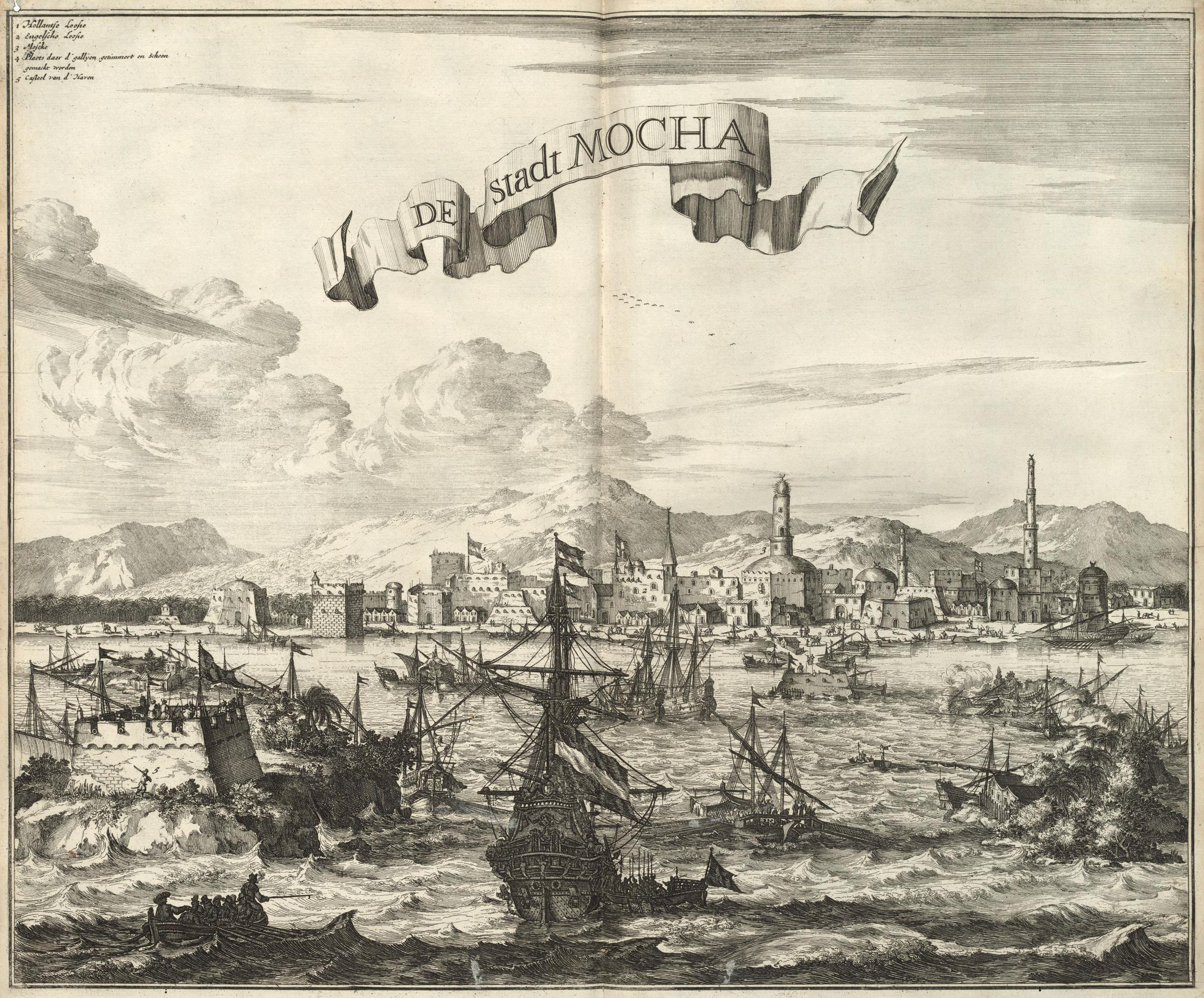
Le port de Mokha, gravure de Jacob van Meurs, 1679.

En 1597, Qasim ben Muhammad prend le titre d'imam zaïdite au Jabal Qara, près de Saada, et lance une nouvelle révolte contre les Ottomans. Il rallie ses partisans au Jabal Ahnum et, en 1598, chasse la garnison ottomane d'Amran. À la fin de l'année, les Ottomans sont chassés du haut pays où ils ne tiennent plus que Sanaa et Saada ; en janvier 1599, Ali al-Jazairi Pacha, gouverneur du Habesh (Érythrée), débarque avec son armée pour réprimer la révolte. L'imam, qui a pris le titre d'al-Mansur (« Victorieux »), se retire une fois de plus au Jabal Ahnum mais Ali al-Jazairi Pacha est tué en août 1600. Les Ottomans gardent cependant le contrôle de la côte et les ports de Mokha, Aden, Hodeïda et Al Luhayya (en) leur rapportent des recettes fiscales importantes en 1599-1600.
En 1608, le gouverneur Jaafar Pacha signe une trêve de 10 ans avec l'imam Al-Mansur al-Qasim et tente un rapprochement doctrinal avec les Zaïdites. Entre 1610 et 1614, tandis que le pouvoir ottoman est affaibli par une mutinerie de ses troupes, les Anglais puis les Hollandais tentent de s'établir sur la côte ; ces derniers fondent un petit comptoir à Shihr dans l'Hadramaout. En 1618, Anglais et Hollandais obtiennent le droit de commercer dans les ports du Yémen.
Al-Mansur al-Qasim meurt en 1620 ; son fils Al-Mu'ayyad Muhammad lui succède. À la suite de l'assassinat d'un cadi zaïdite, la guerre reprend en octobre 1626 : la garnison ottomane est assiégée dans Sanaa et tout l'intérieur du pays, depuis Abou Arish et Ta'izz jusqu'à Abyan, Lahidj et Aden, se rallie à l'imam. Les Ottomans évacuent Sanaa en 1629 et se replient vers Zabid. Bientôt, ils ne tiennent plus que le port de Mokha qu'ils finissent par abandonner en 1636.

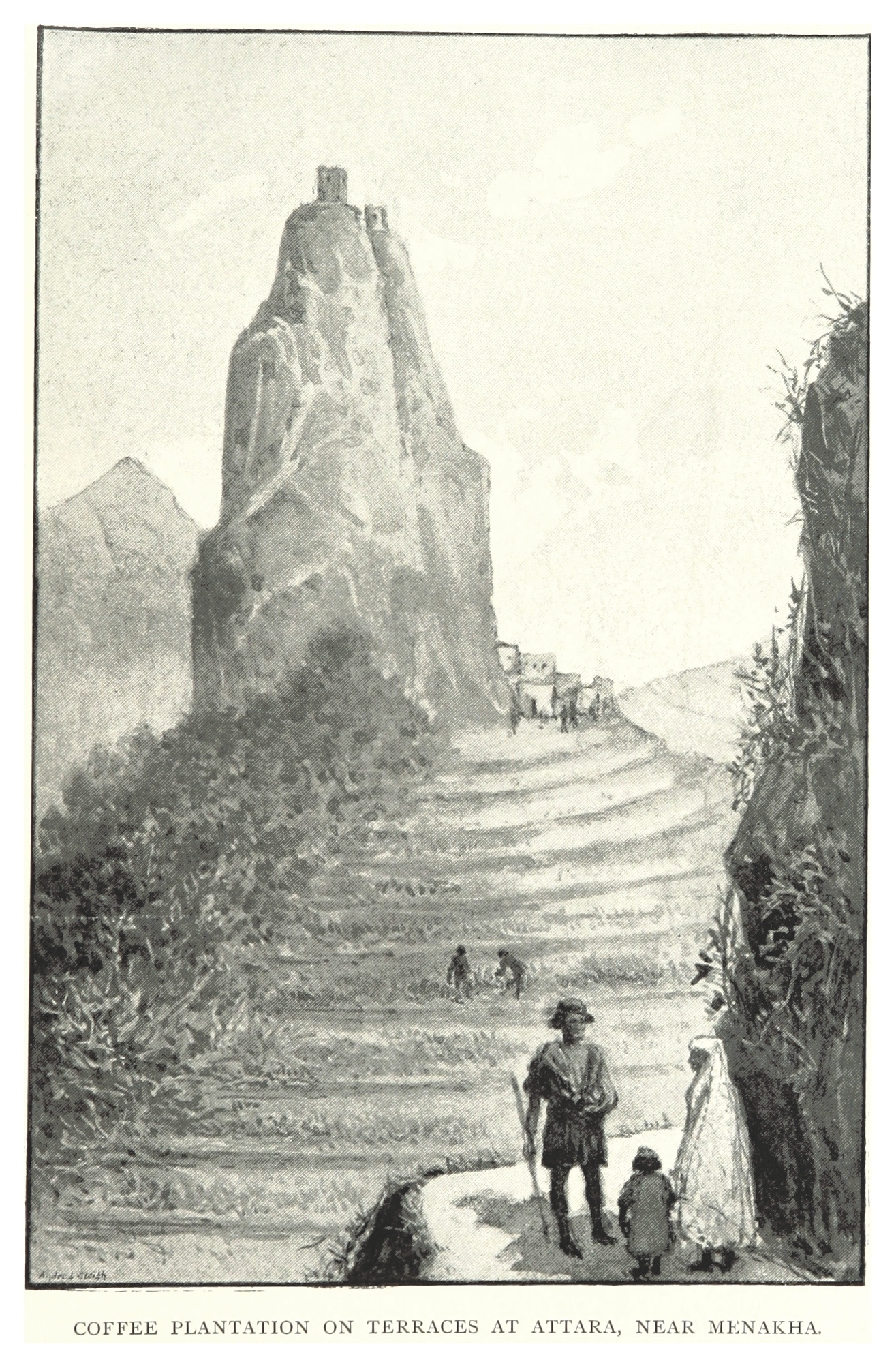
Culture en terrasses de café près de Menakha, dessin de Walter Burton Harris, 1893.

Alors que, jusque-là, les imams zaïdites n'avaient d'autorité que sur une petite région montagneuse du nord du pays et que les principales dynasties régnaient sur les villes côtières, les Qasimides étendent leur souveraineté sur la côte et le Sud sunnites ; ils instaurent une structure étatique en s'inspirant de la fiscalité et de l'armée ottomanes.

### Le goût du café
Pendant la période ottomane et qasimide, le Yémen connaît un grand développement de la culture du café. Le caféier est originaire des hauts plateaux d'Éthiopie mais les premiers témoignages sur sa boisson viennent des soufis du Yémen qui l'utilisent, depuis le milieu du XVe siècle, pour rester éveillés pendant leurs prières nocturnes. Les oulémas de La Mecque et du Caire essaient plusieurs fois d'en interdire l'usage au cours du XVIe siècle, ce qui ne l'empêche pas de se répandre dans tout l'Empire ottoman, puis dans les pays européens : deux « cafés » sont ouverts à Constantinople en 1544. Il devient un objet ce commerce considérable entre le Yémen et l'Égypte et, à partir des années 1620, les Hollandais viennent l'acheter directement à Mokha. Ce n'est qu'au XVIIIe siècle que le Yémen perd le monopole de sa culture et se voit concurrencé par les colonies européennes.

## Entre Égyptiens, Qasimides et Britanniques (1818-1849)

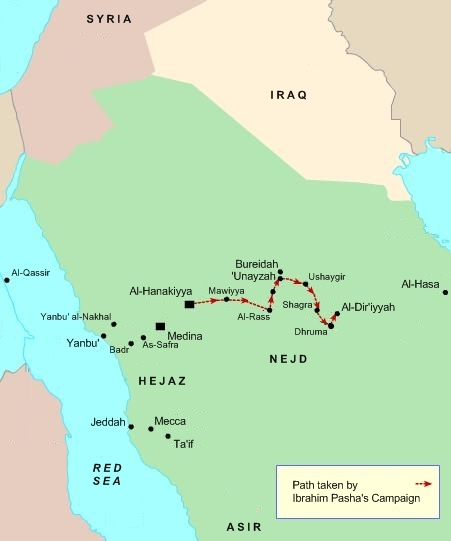
Campagne d'Ibrahim Pacha, contre les Wahhabites, 1817-1818 (carte anachronique avec frontières du XXIe siècle).

Après une longue éclipse, les Ottomans recommencent à s'intéresser à l'Arabie du Sud à l'occasion de la guerre contre l'émirat de Dariya, foyer du courant religieux radical des wahhabites. En 1818, le général Ibrahim Pacha, à la tête d'une armée fournie par son père, le pacha d'Égypte Méhémet Ali, mène une campagne victorieuse contre les Wahhabites et détruit leur capitale. Aïd ben Muslat, émir des tribus Banu Mughayd  d'Asir qui avaient fait allégeance aux Wahhabites, se reconnaît vassal des Ottomans en 1823,. L'affaiblissement de l'imamat qasimide permet la formation de principautés indépendantes comme le sultanat de Lahej qui couvre l'arrière-pays d'Aden.
Méhémet Ali, qui a signé en 1818 un traité de commerce avec les Britanniques, s'inquiète pourtant de leurs ambitions coloniales. En 1820, lorsqu'une crise diplomatique oppose ceux-ci à l'imam du Yémen et qu'ils envoient une flottille bombarder Mokha, Méhémet Ali adresse une protestation au consul britannique, lui rappelant que le Yémen est une terre ottomane depuis trois siècles et que cette politique de la canonnière pourrait compromettre gravement les relations du Royaume-Uni avec l'Égypte. Toutefois, l'Égypte alaouite n'a guère de moyens de rétorsion : le Yémen est obligé d'accepter les conditions commerciales des Britanniques et l'affaire en reste là.

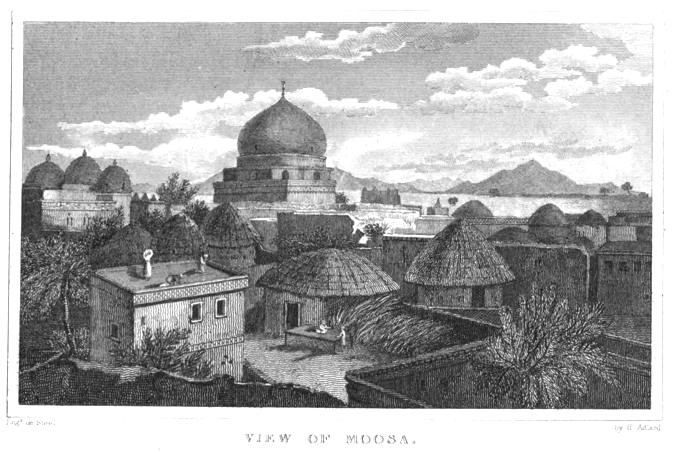
Le port de Muza, gravure de H. Adlard, 1830.

Dans la première moitié du XIXe siècle, le Yémen qasimide couvre une superficie estimée à 10 000 km² pour 3 millions d'habitants dont 5 000 familles juives. Le revenu de l'État est évalué à 5 millions de francs tirés principalement de la taxe d'exportation du café. Le pays exporte aussi de la myrrhe et de l'encens, et importe des articles métallurgiques et textiles. Les principales villes de l'intérieur sont Sanaa, résidence de l'imam, Dhamar où se trouve l'« université » des Zaïdites, Jibla, Doran, Taez, Menakha, Najran ; sur la côte, Aden, Hodeïda, Mokha, Bait al Faqih, Zabid. Le commerce du café, qui avait enrichi Mokha, s'est transféré à Bait al Faqih.

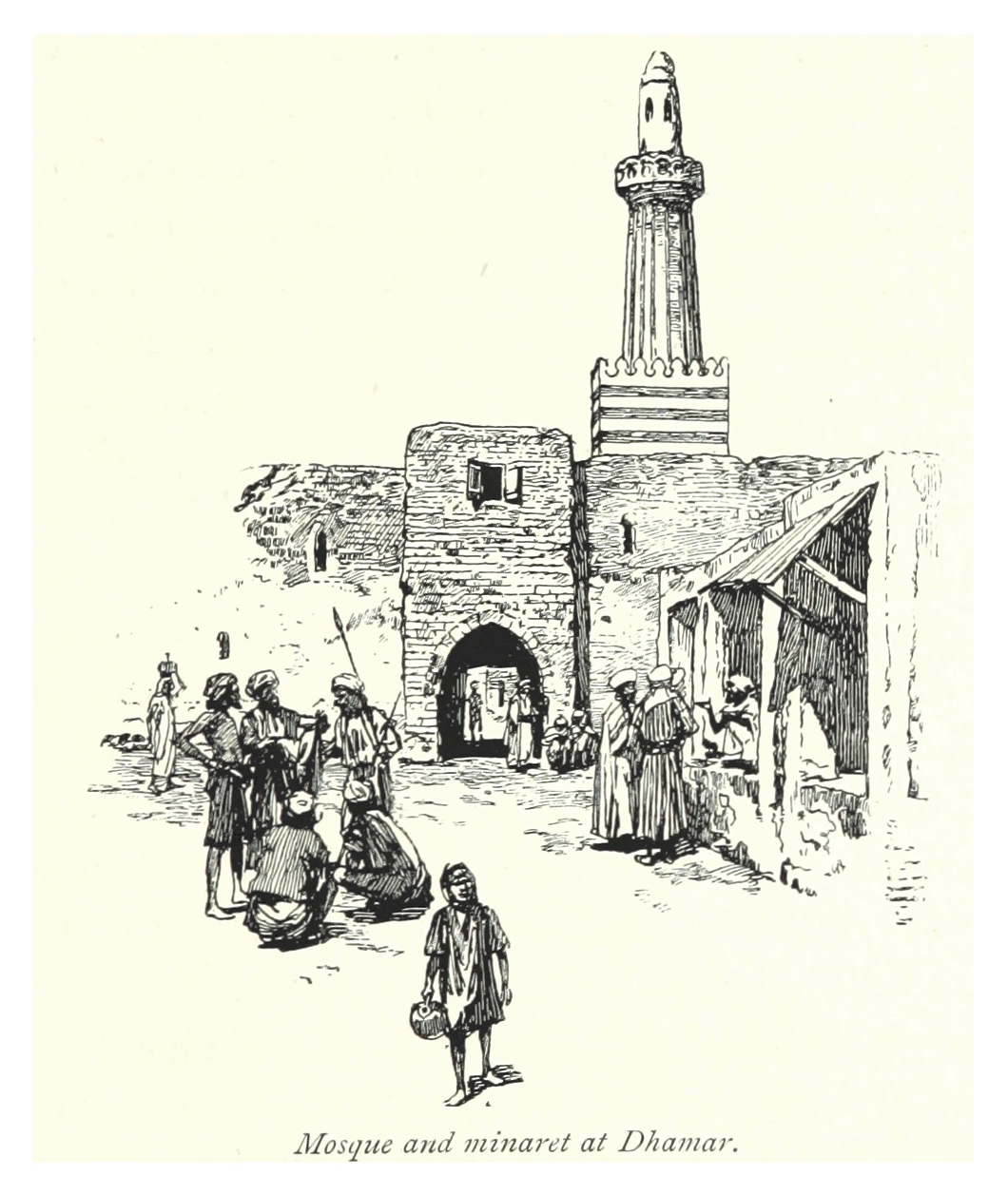
Mosquée et minaret à Dhamar, dessin de Walter Burton Harris, 1893.

Dans les années 1830, le gouvernement ottoman demande à Méhémet Ali d'entreprendre la reconquête du Yémen. Les troupes d'Ibrahim Pacha occupent Hodeïda et, en 1839, tentent de s'emparer de la région fertile d'Al-Hujariah, entre Taez et Aden. En janvier 1839, la Compagnie britannique des Indes orientales, craignant de perdre le commerce d'Aden, occupe préventivement la ville et obtient sa cession par le fils du dernier sultan d'Aden. Sous la pression des gouvernements du Royaume-Uni, de l'Autriche et de la Russie, Méhémet Ali doit retirer ses troupes de la péninsule arabique en avril 1840,.

## Second eyalet (1849-1872)
En 1849, les Ottomans débarquent une fois de plus au Yémen. Ils occupent  Hodeïda en avril et Sanaa en juillet, à la demande de l'imam zaïdite qui veut se mettre sous leur protection. Mais ses sujets n'acceptent pas ce qu'ils considèrent comme une trahison : ils se révoltent et obligent les troupes ottomanes à se retirer de Sanaa.
En 1863, Mohammed ben Aïd, émir d'Asir, occupe la petite ville d'Abou Arish à la frontière du Yémen, ce qui entraîne une confrontation avec les Ottomans. La Porte fait appel à son puissant vassal Ismaïl Pacha, vice-roi d'Égypte, qui dépêche en 1864 une armée de 3 500 hommes commandés par Sadık Bey. L'émirat d'Asir se soumet à l'Empire ottoman et devient un moutassarifat dépendant du Yémen.

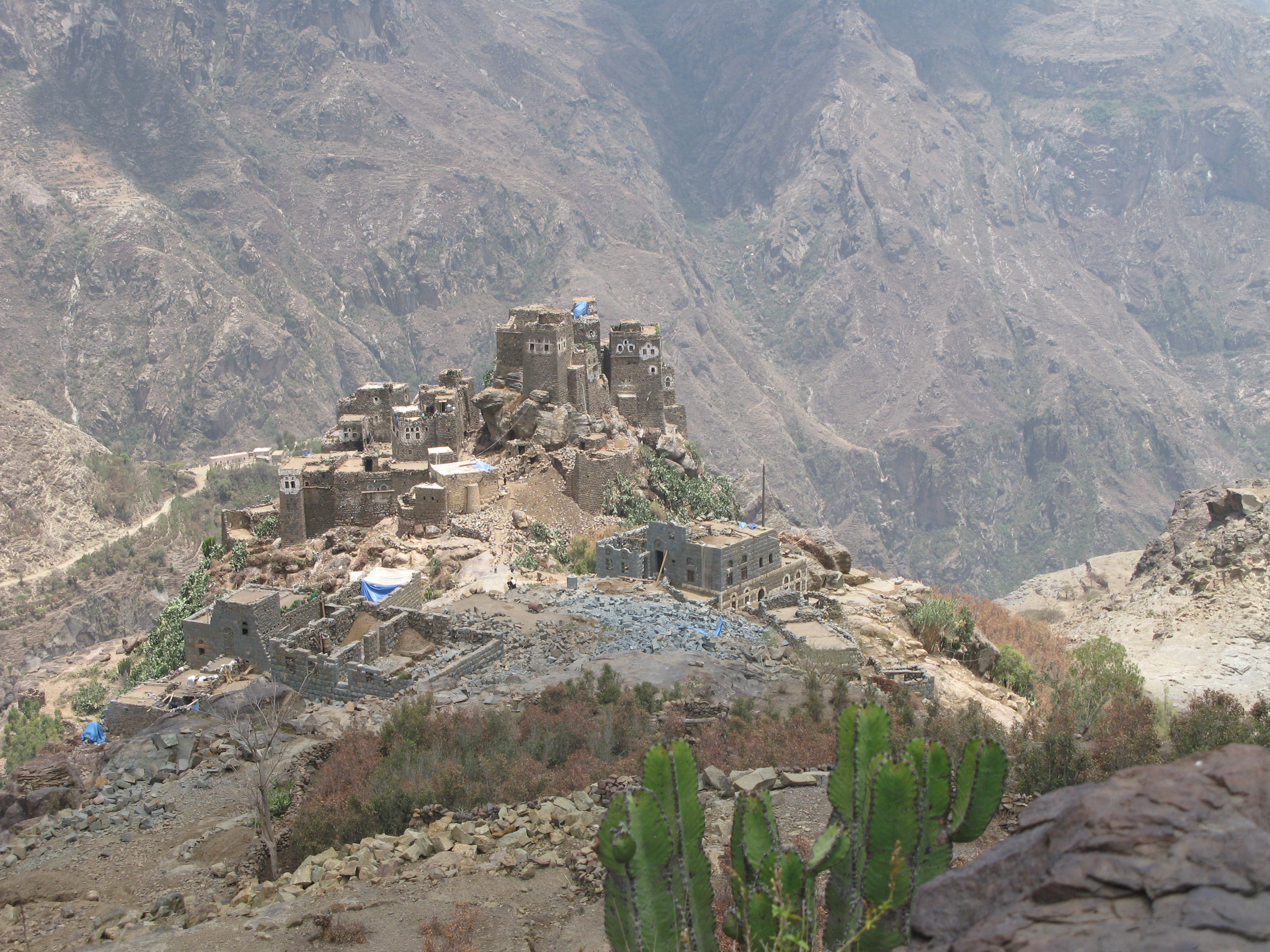
Ferme fortifiée à Al Hajjarah près de Sanaa en 2008.

Depuis les réformes des Tanzimat des années 1840, l'Empire ottoman s'efforce de moderniser et rationaliser son administration, régulariser la collecte des impôts, dresser des cartes et cadastres, construire des routes et autres ouvrages publics ; ces objectifs figurent dans les édits de 1864 et 1871 sur l'administration provinciale. En 1872, des notables de Sanaa, mécontents de ce qu'ils considèrent comme l'incompétence de l'émir zaïdite, demandent aux Ottomans d'intervenir, ce qui entraîne l'occupation complète du Yémen érigé en vilayet. Un témoin yéménite contemporain, l'auteur anonyme du Hawliyat Yamaniya, note avec regret que l'imam Al-Mutawakkil al-Muhsin (en) n'a pu rassembler que quelques centaines d'hommes pour défendre l'indépendance du pays. Le général Ahmed Muhtar Bey dirige les opérations de pacification du Yémen, ce qui lui vaudra le titre de pacha. Dans son rapport de 1872, il se présente comme le libérateur des habitants victimes de « tyrans et oppresseurs » détestés, des chefs de bande qui, depuis leurs tours fortifiées, pillaient à loisir les environs de Sanaa ; il relate la prise d'une de ces tours et considère la destruction de ces repaires comme nécessaire à la sécurité des populations.
La nouvelle administration ottomane à Sanaa transforme la citadelle en un campement entièrement militaire, confisque au profit de l'armée plusieurs bâtiments qui lui avaient été enlevés au XVIIe siècle et fait restaurer la mosquée al-Bakiriyya, lieu de culte sunnite qui était tombé à l'abandon depuis cette époque.
Cependant, les principes des Tanzimat ne sont introduits au Yémen qu'avec prudence :

« Rapidement, les fonctionnaires ottomans postés au Yémen jugent une application à la lettre des Tanzîmât trop propre à déclencher une vive opposition des populations locales pour ne pas mettre en péril toute action du gouvernement ottoman. D’après leur analyse, en effet, leur application doit être précédée d’une mission civilisatrice. »

L'ouverture du canal de Suez, en 1869, permet une liaison maritime directe entre Istanbul et le Yémen et accroît l'importance d'Aden comme entrepôt de charbon pour la navigation à vapeur. En 1873, des accrochages opposent Ottomans et Britanniques dans la zone frontalière d'Al-Hujariah, entre Taez et Aden, ce qui pousse les Britanniques à amorcer une délimitation de la frontière et à chercher l'alliance des petits émirats tribaux de ce qui deviendra le protectorat d'Aden.
Le vilayet du Yémen durera jusqu'à la défaite de l'Empire ottoman dans la Première Guerre mondiale en 1918,.

## Importance dans l'histoire ottomane et yéménite

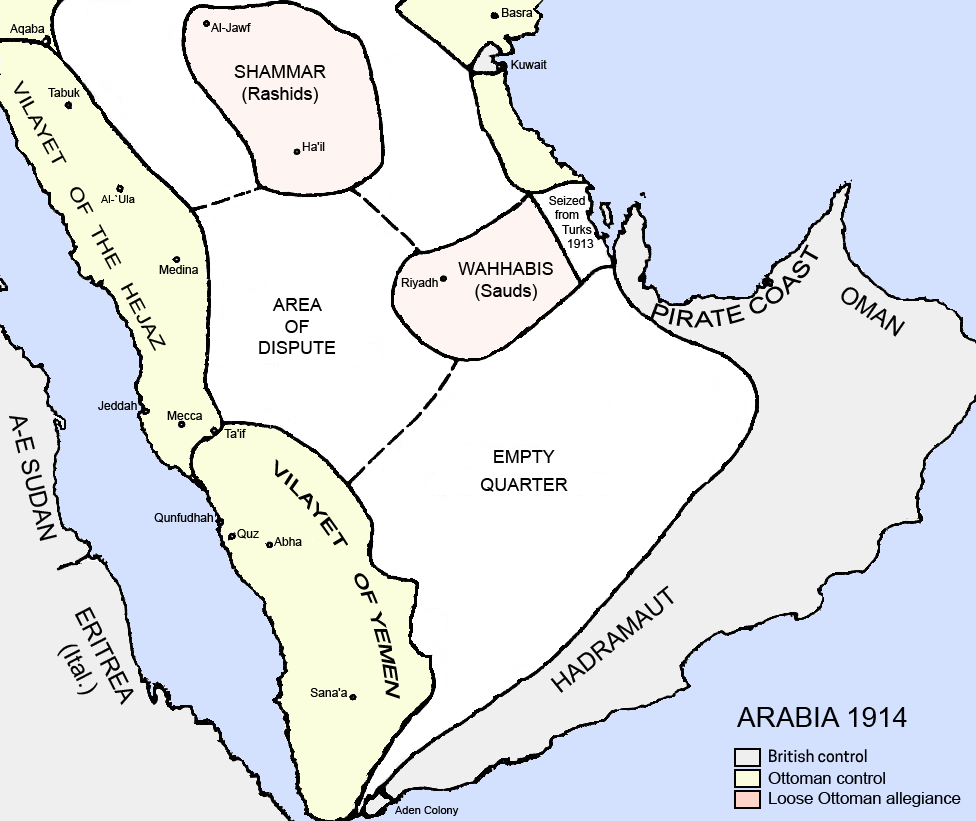
Arabie (1914).

La mosquée al-Bakiriyya à Sanaa, lieu de culte sunnite restauré par les Ottomans en 1880, photographie de 1926.

La thèse de Giancarlo Casale, qui voit dans la conquête ottomane en Arabie du Sud et les expéditions navales ottomanes dans l'océan Indien l'expression d'une « politique mondiale » des Ottomans dans le cadre d'une « guerre mondiale » contre la puissance navale portugaise, faisant pendant aux Grandes Découvertes européennes , est assez controversée parmi les spécialistes de l'histoire ottomane : certains rappellent que les affaires de l'océan Indien n'occupent que très peu de place dans les chroniques et archives ottomanes et que rien n'indique que les grands vizirs y aient vu une partie essentielle de leur politique,. En revanche, les chroniqueurs ottomans de la seconde moitié du XVIe siècle font une présentation élogieuse des victoires remportées dans l'intérieur du Yémen sur les « hérétiques » zaïdites.

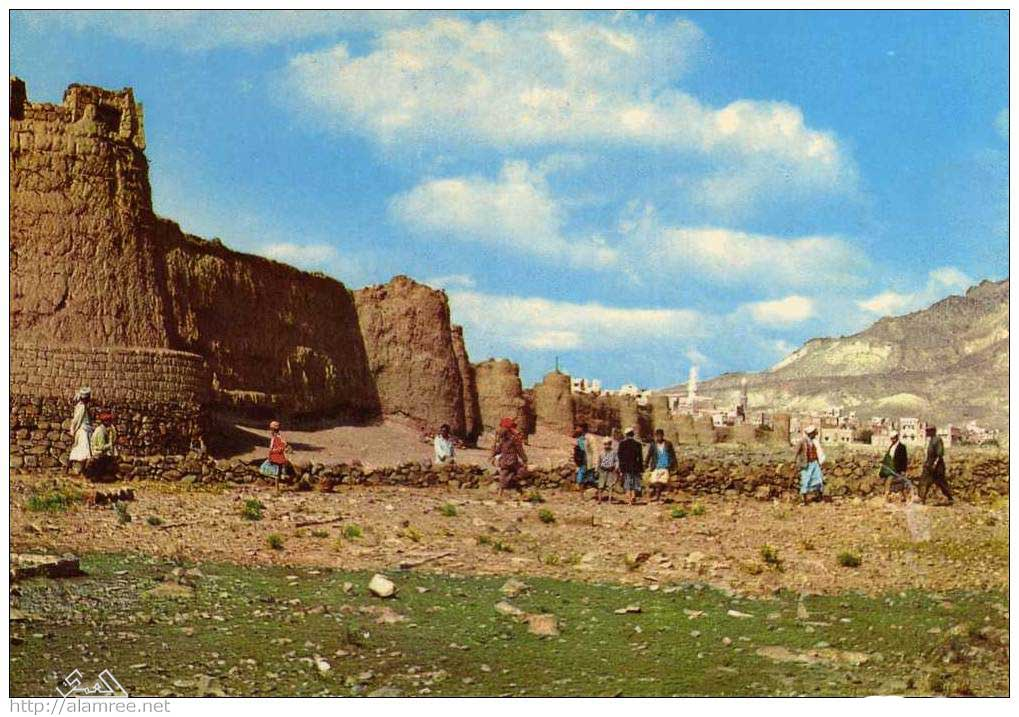
La citadelle de Sanaa dans les années 1950.

Selon Ahmed Raşid, administrateur ottoman, auteur d'un Tarih-i Yemen publié en 1875 et qui restera l'ouvrage de référence sur ce pays jusqu'à la fin de la période ottomane, le sultan de Constantinople est le maître légitime du Yémen comme successeur du sultanat mamelouk aboli en 1517, et les campagnes militaires de 1849 et de 1871-1873 ne sont que la restauration de son autorité légale, l'imam zaïdite étant présenté comme un « usurpateur » à la généalogie douteuse ; en outre, la reconquête du Yémen est nécessaire pour protéger les lieux saints de l'islam contre les appétits des colonisateurs britanniques et italiens. Selon lui, l'administration ottomane doit permettre d'apporter la paix et la prospérité à des populations « arriérées », maintenues dans l'ignorance, la pauvreté et le brigandage par les imams et les seigneurs locaux.
Les récits historiques yéménites publiés après 1918, inspirés par le nationalisme arabe et yéménite, tendent à minimiser le passé ottoman ou à en donner une image négative. Bien que les familles de l'élite yéménite aient souvent été privilégiées sous la domination ottomane, les biographies personnelles ou familiales n'en donnent pas une vision favorable. Un notable qui a étudié dans les écoles ottomanes se rappelle surtout des châtiments corporels : « La civilisation turque nous est venue par la falaka » (bastonnade sur la plante des pieds).

### Sources et bibliographie
- (en) Cet article est partiellement ou en totalité issu de l’article de Wikipédia en anglais intitulé « Yemen Eyalet » (voir la liste des auteurs) dans sa version du 30 octobre 2020.

- (en) Cet article est partiellement ou en totalité issu de l’article de Wikipédia en anglais intitulé « Yemeni–Ottoman conflicts » (voir la liste des auteurs) dans sa version du 3 octobre 2020.
- Gabor Agoston, Bruce Alan Masters, Encyclopedia of the Ottoman Empire, Facts on File, 2009, p. 602-603
- Faruk Bilici, Le Canal de Suez et l'Empire ottoman, CNRS, 2019
- Robert D. Burrowes, Historical Dictionary of Yemen, 2e éd., The Scarecrow Press, 2010,
- Giancarlo Casale, The Ottoman Age of Exploration, Oxford University Press, 2010 ,
- Marie Camberlin et Ségolène Samouiller, « Chronologie du Yémen contemporain (1904-1970) », Chroniques yéménites, 9 | 2001,  ; DOI :
- Patrice Chevalier, « Shaping Ottoman Rule in Yemen, 1872-1919 », Chroniques yéménites, 13 | 2006,  ; DOI :
- Emine Fetvaci, Picturing History at the Ottoman Court, Indiana University, 2013, ch. « Koca Sinan Pasha »
- Joseph von Hammer-Purgstall, Histoire de l'Empire ottoman, depuis son origine jusqu'à nos jours, Volume 6
- Jane Hathaway, "The Egyptian-Yemeni symbiosis  reflected (or unreflected) in Ottoman-era chronicles" in Hugh N. Kennedy, The Historiography of Islamic Egypt: (c. 950 - 1800), Brill, Leiden, 2001,
- Jane Hathaway, Tale of Two Factions, A: Myth, Memory, and Identity in Ottoman Egypt and Yemen, State University of New York, 2007,
- Jane Hathaway, Karl Barbir, The Arab Lands under Ottoman Rule: 1516-1800, Routledge, 2013
- Juliette Honvault, « Une génération après… La mémoire du passé ottoman dans l’autobiographie yéménite contemporaine », Chroniques yéménites, 15 | 2008, 35-54
- « Juliette Honvault, Mise en place d’un nouvel ordre hachémite au Yémen, Orient XXI, 27 janvier 2016 »
- Thomas Kühn, Empire, Islam, and Politics of Difference: Ottoman Rule in Yemen, 1849-1919, Brill, 2011
- Conrad Malte-Brun et Eugène Cortambert, Géographie universelle de universelle de Malte-Brun, revue, complétée…., Volume 2, Paris, 1856
- Bruce Masters, The Arabs of the Ottoman Empire, 1516-1918: A Social and Cultural History, Cambridge University, 2013
- André Raymond, « Le café du Yémen et l'Egypte (XVIIe – XVIIIe siècles) », Chroniques yéménites, 3 | 1995
- Gilbert Sinoué, Le dernier pharaon. Méhémet-Ali (1770-1849), Pygmalion-Gérard Watelet, 1997
- Eric Tagliacozzo (dir.), Asia Inside Out, Harvard University, 2015
- Michel Tuchscherer, « Chronologie du Yémen (1506-1635) », Chroniques yéménites, 8 | 2000,
- Gilles Veinstein, "Portugais et Ottomans au XVIe siècle" in Francisco Bethencourt et Luis Felipe de Alencastro (dir.), L'Empire portugais face aux autres empires, Maisonneuve et Larose, 2007.
- Abdul Yaccob, "Yemeni opposition to Ottoman rule: an overview". Proceedings of the Seminar for Arabian Studies, vol. 42, p. 411–419, 2012